# (37250) 2000 WX183
2000 WX183 (asteroide 37250) é um asteroide da cintura principal. Possui uma excentricidade de 0.15349970 e uma inclinação de 9.21201º.
Este asteroide foi descoberto no dia 30 de novembro de 2000 por LONEOS em Anderson Mesa.